# Synegia fasciata
Synegia fasciata là một loài bướm đêm trong họ Geometridae.